# Lurocalis rufiventris
El añapero ventrirrufo, llamado también añapero vientre rufo, chotacabra de vientre rufo, chotacabras buchirrufo, gallinaciega buchirufo, guardacaminos buchirufo o aguaitacamino ventrirrufo. Nombre cientifico Lurocalis rufiventris descrito originalmente por  Taczanowski (1884), es una especie de ave de la familia Caprimulgidae, orden caprimulgiforme.

## Distribución y hábitat
Se le puede encontrar en Bolivia, Colombia, Ecuador, Perú y Venezuela, en bosques húmedos tropicales y subtropicales, así como en bosques de montaña en altitudes entre los 1650 y los 3000 m.

## Descripción
Mide en torno a los 25 cm de longitud y pesa alrededor de 115 gr. Ambos sexos tienen un plumaje muy similar, con las partes superiores de color pardo y las inferiores de color rojizo con un moteado en color pardo.

## Ecología
Canto: el llamado principal, quizás territorial, es una serie de notas kwa kwa kwa de tono uniforme o ligeramente descendente que se emiten en vuelo, a menudo a gran altura sobre el suelo.
Dieta: Insectívoros
Habitos: es un ave nocturna que habita principalmente en los bordes de bosques húmedos y áreas abiertas cercanas a vegetación densa. Es activo al anochecer y durante la noche, cuando caza insectos en vuelo con desplazamientos ágiles y directos, generalmente a gran altura. Suele encontrarse solo o en pareja y durante el día permanece inmóvil sobre ramas, donde su plumaje críptico le permite camuflarse. Algunas poblaciones muestran comportamientos migratorios.